# Zoropsidae
Zoropsidae zijn een familie van spinnen. De familie telt 26 beschreven geslachten en 178 soorten.

## Synoniemen
- Zorocratidae  Dahl, 1913[2]
- Tengellidae Dahl, 1908[2]

## Geslachten
- Akamasia Bosselaers, 2002
- Anachemmis Chamberlin, 1919
- Austrotengella Raven, 2012
- Birrana Raven & Stumkat, 2005
- Cauquenia Piacentini, Ramírez & Silva, 2013
- Chinja Polotow & Griswold, 2018
- Ciniflella Mello-Leitão, 1921
- Devendra Lehtinen, 1967
- Griswoldia Dippenaar-Schoeman & Jocqué, 1997
- Hoedillus Simon, 1898
- Huntia Gray & Thompson, 2001
- Itatiaya Mello-Leitão, 1915
- Kilyana Raven & Stumkat, 2005
- Krukt Raven & Stumkat, 2005
- Lauricius Simon, 1888
- Liocranoides Keyserling, 1881
- Megateg Raven & Stumkat, 2005
- Pamiropsis Marusik & Fomichev, 2024
- Phanotea Simon, 1896
- Pseudoctenus Caporiacco, 1949
- Socalchemmis Platnick & Ubick, 2001
- Takeoa Lehtinen, 1967
- Tengella Dahl, 1901
- Titiotus Simon, 1897
- Uliodon L. Koch, 1873
- Wiltona Koçak & Kemal, 2008
- Zorocrates Simon, 1888
- Zoropsis Simon, 1878

## Taxonomie
Voor een overzicht van de geslachten en soorten behorende tot de familie zie de lijst van Zoropsidae.